# O människa Gud klagar
O människa Gud klagar är en psalm i åtta verser, i 1695 års psalmbok, som utgår från Psaltaren 58. Den är skriven av Haquin Spegel och publicerades först i "Spegels Psaltare", under Spegels Gotlandstid samt i hans Barnabibel' (1688 )  och togs med i 1695 års psalmbok, men inte i senare psalmböcker. 
Melodin används enligt 1697 års koralbok också till psalmen Gudh Fader wilje wij prisa.

## Publicerad i
- 1695 års psalmbok som nr 63 under rubriken "Konung Davids Psalmer".